# Euderces pini
Euderces pini är en skalbaggsart som först beskrevs av Olivier 1795.  Euderces pini ingår i släktet Euderces och familjen långhorningar. Inga underarter finns listade i Catalogue of Life.